# KV1
KV1 i Konungarnas dal utanför Luxor i Egypten var begravningsplats för farao Ramses VII under Egyptens tjugonde dynasti.
Gravkammaren är uthuggen i basen av en kulle i slutet av den första nordvästra grenen av wadin. Graven är inte helt färdigställd.

### Noter

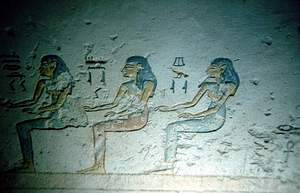
Bilder från graven
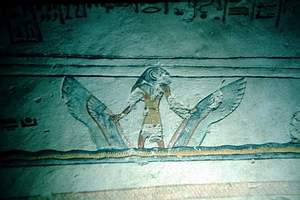
Bilder från graven